# IMEP
IMEP (ИМЭП) — режим химиотерапии, эффективный при назальной NK-/T-клеточной лимфоме. Этот режим также испытывался при лимфогранулематозе в составе альтернирующей схемы COPP/ABV/IMEP, но не показал преимущества в эффективности по сравнению с альтернирующим режимом COPP/ABVD или с применением одного лишь ABVD.

## Режим дозирования
| Лекарство                    | Доза                           | Режим введения                                     | Дни цикла          |
| ---------------------------- | ------------------------------ | -------------------------------------------------- | ------------------ |
| Ифосфамид — (I)fosfamide     | 1500 мг/м2 с добавлением месны | Внутривенно инфузионно                             | С 1-го по 3-й день |
| Метотрексат — (M)ethotrexate | 30 мг/м2                       | Внутривенно болюсно                                | На 3-й и 10-й дни  |
| Этопозид — (E)toposide       | 100 мг/м2                      | Внутривенно инфузионно                             | С 1-го по 3-й день |
| Преднизолон — (P)rednisolone | 120 мг                         | Перорально (внутрь) в 4 приёма в разделённых дозах | С 1-го по 5-й день |